# 傅雷翻译出版奖
傅雷翻译出版奖（法語：le Prix Fu Lei）是由法国和中国联合主办的文学奖、翻译奖，资金来自于法国驻中华人民共和国大使馆，该奖项以中国著名翻译家、作家、批评家傅雷的名字命名；中法翻译家、汉学家、作家和大学教授组成的评委会每年将根据中译本图书的翻译、出版共同的质量评选出两部“中国年度翻译和出版的最优秀的法语图书”，其中文学类和社科类各一部，奖金8000欧元，由译者和出版社共同分享。自设立以来，傅雷翻译出版奖得到了中法许多文化界名人的支持，如诺贝尔文学奖得主勒克莱齐奥、莫言，法国作家奥利维耶·罗兰，画家范曾，中国作家余华、王安忆、贾平凹，学者葛兆光、周国平、渠敬东等。该奖项是目前中国最权威、最受关注、奖金额度最高的翻译奖。

## 沿革
2009年，第一届傅雷翻译出版奖在北京大学礼堂颁发，颁奖嘉宾为2008年诺贝尔文学奖得主让-马里·古斯塔夫·勒克莱齐奥和中国作家协会主席铁凝，得奖者一共2人，分属文学奖和社科奖，此后形成了惯例。评委会分为12名评委，中国6人，法国6人，都精通中文、法文，北京大学教授、博士生导师董强担任评委会主席。
2013年12月12日第五届傅雷翻译奖在京颁出，八旬老译者刘方凭借《布罗岱克的报告》获文学奖，沈坚和朱晓罕合译的《儿童的世纪（旧制度下的儿童和家庭生活）》获社科类奖。为了鼓励年轻译者，傅雷翻译出版奖在该年度增设了“萌芽”奖，《论美国的民主》译者曹冬雪获此奖项。另外，该年度的评委还做了微调，余华、周国平以及前一届傅雷奖得主郭宏安和郑克鲁作为特邀荣誉评委参与评审。
2014年傅雷翻译出版奖的颁奖典礼上，中国作协主席铁凝女士说：“没有翻译家的智慧，千千万万像我这样的读者，我们就好像世界文学璀璨星空下的盲人。”

## 届次[4]
| 年份                      | 原作者               | 获奖译者             | 法文名                                                                    | 译著名                                  | 备注  |
| ------------------------- | -------------------- | -------------------- | ------------------------------------------------------------------------- | --------------------------------------- | ----- |
| 第一届 （2009年12月6日）  | 蒙田                 | 马振骋               | Les Essais de Michel de Montaigne                                         | 《蒙田随笔全集》                        | [ 5 ] |
| 第一届 （2009年12月6日）  | 克洛德·列维-斯特劳斯 | 张祖建               | La Voie des Masques                                                       | 《面具之道》                            | [ 5 ] |
| 第二届 （2010年9月1日）   | 皮埃尔·阿苏里        | 胡小跃               | Gaston Gallimard：Un demi-siècle d'édition française                      | 《加斯东·伽利玛：半个世纪的法国出版史》 | [ 5 ] |
| 第二届 （2010年9月1日）   | 达尼埃尔·佩纳克      | 李玉民               | Chagrin D'École                                                           | 《上学的烦恼》                          | [ 5 ] |
| 第三届 （2011年12月6日）  | 帕特里克·莫迪亚诺    | 金龙格               | Dans le café de la jeunesse perdue                                        | 《青春咖啡馆》                          | [ 3 ] |
| 第三届 （2011年12月6日）  | 丹尼尔·罗什原        | 杨亚平、赵静利、尹伟 | La France des lumières                                                    | 《启蒙运动中的法国》                    |       |
| 第四届 （2012年12月14日） | 阿尔贝·加缪          | 郭宏安               | Recueil de Camus                                                          | 《加缪文集》                            | [ 1 ] |
| 第四届 （2012年12月14日） | 西蒙娜·德·波伏瓦     | 郑克鲁               | Le Deuxième Sexe                                                          | 《第二性》                              | [ 1 ] |
| 第五届 （2013年）         | 菲利普·克洛代尔      | 刘方                 | Le Rapport de Brodeck                                                     | 《布罗岱克的报告》                      |       |
| 第五届 （2013年）         | 菲力浦·阿利埃斯      | 沈坚、朱晓罕         | L'enfant et la vie familiale sous l'Ancien Régime                         | 《儿童的世纪》                          |       |
| 第六届 （2014年）         | 盖兰嘉尔             | 安宁                 | Naissance d’un pont                                                       | 《一座桥的诞生》                        |       |
| 第六届 （2014年）         | 路易·阿尔都塞        | 蔡鸿滨               | L'Avenir dure longtemps, suivi de Les faits                               | 《来日方长》                            |       |
| 第七届 （2015年）         | 让-保尔•迪迪耶洛朗   | 周小珊               | Le Liseur du 6h27                                                         | 《6点27分的朗读者》                     |       |
| 第七届 （2015年）         | 蓝莉                 | 许明龙               | La preuve par la Chine. La "Description" de J.-B. Du Halde, jésuite, 1735 | 《请中国作证》                          |       |
| 第八届 （2016年）         | 克洛德·西蒙          | 金桔芳               | L'Acacia                                                                  | 《刺槐树》                              |       |
| 第八届 （2016年）         | （社科类空缺）       |                      |                                                                           |                                         |       |
| 第九届 （2017年）         | 索尔•沙朗东          | 林苑                 | Retour à Killybegs                                                        | 《重返基利贝格斯》                      |       |
| 第九届 （2017年）         | 皮埃尔•布尔迪厄      | 张祖建               | La Misère du monde                                                        | 《世界的苦难》                          |       |
| 第十届 （2018年）         | 蕾拉·斯利玛尼        | 袁筱一               | Chanson douce                                                             | 《温柔之歌》                            |       |
| 第十届 （2018年）         | 乔治 · 杜比          | 梁爽、田梦           | Le Dimanche de Bouvines, 27 juillet 1214                                  | 《布汶的星期天》                        |       |
| 第十一届 （2019年）       | 路易·费迪南·塞利纳   | 金龙格               | D’un château l’autre                                                      | 《一座城堡到另一座城堡》                |       |
| 第十一届 （2019年）       | 米歇尔·福柯          | 张亘                 | Subjectivité et vérité. Cours au Collège de France                        | 《 主体性与真相 》                      |       |
| 第十二届 （2020年）       | 伯纳德·玛丽·科尔泰斯 | 宁春艳               | Dans la solitude des champs de cotton                                     | 《孤寂在棉田》                          |       |
| 第十二届 （2020年）       | 让·斯塔罗宾斯基      | 汪炜                 | Jean-Jacques Rousseau, la transparence et l’obstacle                      | 《透明与障碍：论让-雅克·卢梭》          |       |

## 脚注
1. ↑  蒙田（1533年-1592年）法国文艺复兴时期人文主义思想家、作家。
2. ↑  克洛德·列维-斯特劳斯（1908年-2009年）法国社会人类学家、哲学家。
3. ↑  该书荣获法国《读书》杂志“2007年度最佳图书”。
4. ↑  阿尔贝·加缪（1913年-1960年）法国小说家、哲学家、戏剧家、评论家，主张“荒诞哲学”，曾获得1957年诺贝尔文学奖。
5. ↑  郭宏安，现中国社科院外文所研究员，1975年在日内瓦开始研读加缪的著作。[1]
6. ↑  西蒙娜·德·波伏娃（1908年-1986年）法国哲学家、文学家。
7. ↑  郑克鲁，上海师范大学教授。
8. ↑  国际著名哲学著作，除开哲学外，还涉及生物学、精神分析学、历史学、人类学、宗教、心理学、文学、法律、社会学等众多学科。[1]